# Consulat général de l'Inde à Saint-Denis
Le consulat général de l'Inde à Saint-Denis, aussi appelé consulat général de l'Inde à La Réunion, est le consulat que la République fédérale de l'Inde entretient dans le chef-lieu de l'île de La Réunion, un département d'outre-mer français dans le sud-ouest de l'océan Indien. Ses locaux se trouvent au 266, rue du Maréchal-Leclerc, près du centre-ville de Saint-Denis. Il a été établi en 1986.

## Consuls
- Manju Seth à compter du 7 octobre 2011. Après La Réunion, elle est promue ambassadrice à Madagascar[1].
- Georges Raju, arrivé à La Réunion le 9 mars 2013[1]. Originaire du Kerala, il occupait précédemment un poste à l'ambassade d'Inde à Londres[1].
- Sanjeev Kumar Bhati, arrivé en avril 2016. Il était juste avant posté en Bulgarie.